# Mayflower
Die Mayflower war ein Segelschiff, mit dem die „Pilgerväter“ (englisch Pilgrim Fathers), von denen viele aus Mittelengland stammten, nach Amerika aufbrachen, um dort ein neues Leben zu führen. Die Mayflower stach am 6. Septemberjul. / 16. September 1620greg. von Plymouth aus in See und erreichte statt des gewünschten Ziels Virginia das Cape Cod, wo die Siedler am 11. Novemberjul. / 21. November 1620greg. nahe dem heutigen Ort Provincetown an Land gingen. Während der Überfahrt starben zwei Menschen, und ein Kind wurde geboren. Nach zwei gescheiterten Versuchen, in diesem stürmischen Winter doch noch nach Virginia zu segeln, überwinterten die Passagiere schließlich auf dem wieder an der Nordspitze der Cape Cod Bay ankernden Schiff. In diesen beengten und hygienisch katastrophalen Verhältnissen dezimierten Lungenentzündungen und Tuberkulose die Siedler; unter den Toten waren auch viele Kinder. Am 21. Märzjul. / 31. März 1621greg. begann man mit der Besiedlung der Küste beim künftigen Plymouth. Die Mayflower stach am 5. Apriljul. / 15. April 1621greg. zur Rückfahrt nach England in See.

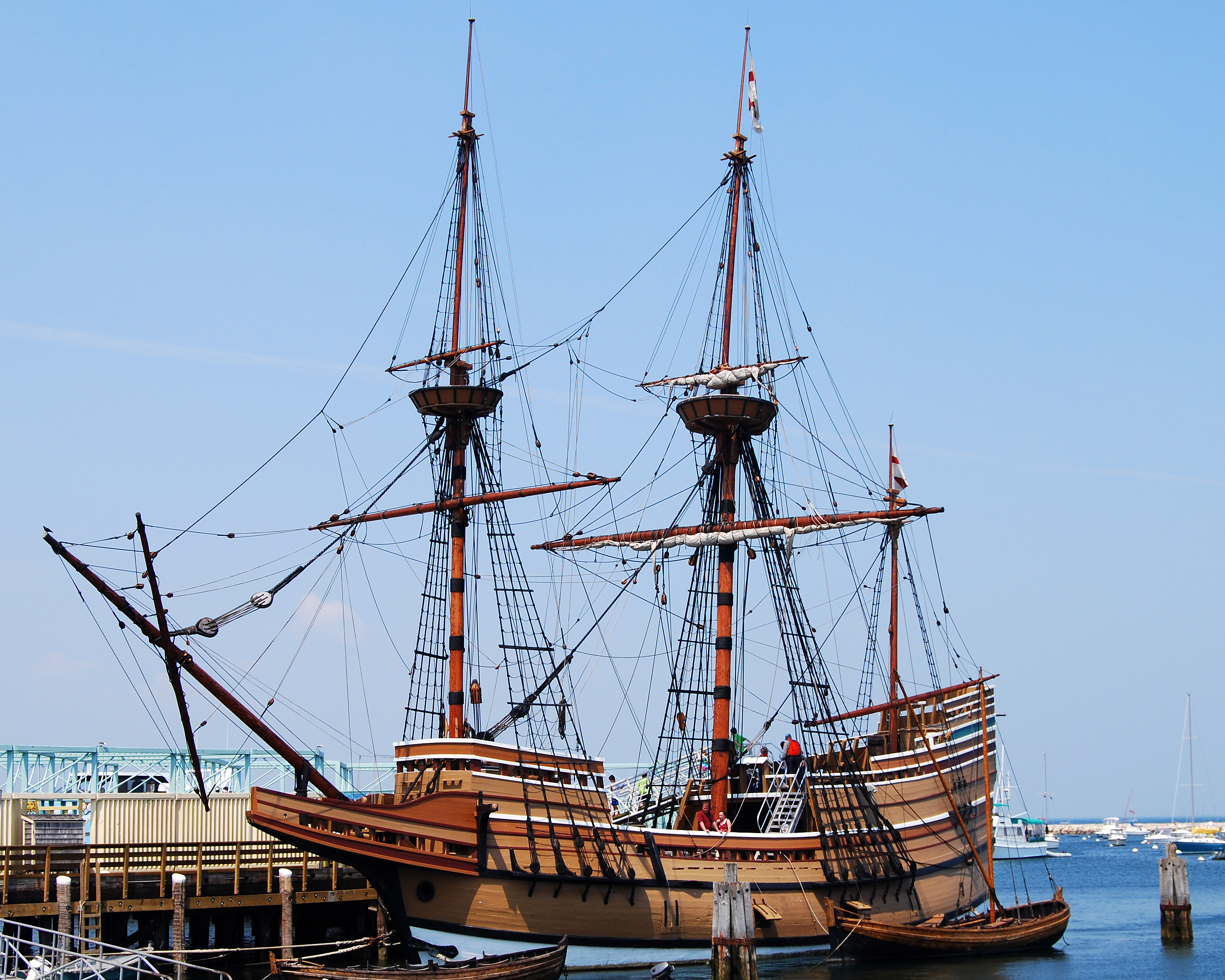
Mayflower II, eine Nachbildung der Mayflower, im Oktober 2017 bei einer Reparatur in Mystic Seaport

An Bord der Mayflower waren 102 Passagiere und 31 Mann Besatzung. Kapitän des Schiffes war Christopher Jones. Er hatte es mit Partnern im Jahr 1607 oder 1608 für den Gütertransport zwischen England und La Rochelle gekauft. Speziell Wein wurde vom Festland auf die britische Insel importiert. Das Schiff war etwa 28 Meter lang, 9 Meter breit und hatte rund 4 Meter Tiefgang. Der englische Kaufmann Thomas Weston ließ 1619 in das Schiff Kabinen bauen (die engsten im Unterdeck waren nur ca. 80 × 50 cm groß) und organisierte die Überfahrt der Pilgrims, die meist, wie er selbst auch, Angehörige der damals in England verfolgten calvinistischen Gruppe der Separatisten waren.
Viele US-Amerikaner, insbesondere die vornehmen Familien Neuenglands, versuchen, ihre Abstammung auf einen Passagier der Mayflower zurückzuführen. Die General Society of Mayflower Descendants wurde 1897 in Plymouth (Massachusetts) gegründet.
Die Reise der Mayflower ist das prominenteste Beispiel für die Besiedlung Amerikas durch Europäer und wird bisweilen fälschlich als deren Beginn dargestellt. Tatsächlich aber hatte die Kolonialisierung Nordamerikas in der Neuzeit bereits Anfang des 16. Jahrhunderts südlicher mit der Kolonisierung von Mexiko und z. B. Florida begonnen; auch nördlicher gilt die Stadt St. John’s mit der Inbesitznahme durch die englische Krone im Jahr 1583 als älteste britische Kolonie, fast 40 Jahre vor der Überfahrt der Mayflower.

## Geschichte der Mayflower
Christopher Jones und mehrere Geschäftspartner kauften das Schiff Mayflower um 1607. Die Ursprünge davor sind ungewiss. Seine erste urkundlich belegte Reise ging 1609 nach Trondheim in Norwegen. Andrew Pawling mietete das Schiff, um eine Ladung Londoner Waren nach Norwegen zu bringen, sie zu verkaufen und norwegische Waren (Holz, Teer, Fisch) zu kaufen, um nach England zurückzukehren. Leider traf die Mayflower auf der Rückreise auf einen schweren Nordseesturm, und der Kapitän und die Besatzung waren gezwungen, die meisten Waren Pawlings über Bord zu werfen, um das Schiff zu erleichtern.
Danach scheint sich Christopher Jones an sicherere Handelsrouten gehalten zu haben. Die Mayflower unternahm zahlreiche Reisen vor allem nach Bordeaux, Frankreich, und kehrte mit Ladungen von französischem Wein, Cognac, Essig und Salz nach London zurück. Die Mayflower konnte etwa 180 Tonnen Fracht befördern. Die Mayflower unternahm auch gelegentliche Fahrten zu anderen Häfen, darunter einmal nach Málaga in Spanien, und zweimal nach Hamburg.
Nach der Rückkehr von einer Reise nach Bordeaux im Mai 1620 wurden die Mayflower und Christopher Jones angeheuert, um die Pilger nach Nordvirginia zu bringen. Dies war die erste aufgezeichnete transatlantische Reise für Schiff und Kapitän, obwohl Christopher Jones mehrere Besatzungsmitglieder hatte, darunter die Kapitänskameraden John Clarke und Robert Coppin, die bereits in der Neuen Welt gewesen waren.
Die Mayflower sollte ein anderes Schiff nach Amerika begleiten, aber dieses erwies sich als zu undicht für die Reise, so dass die Mayflower allein weiterfuhr. Das Schiff lief am 6. September 1620 aus, war 66 Tage lang auf See und kam am 9. November an. Schiff und Besatzung überwinterten mit den Pilgervätern und kehrten am 5. April 1621 nach England zurück, wo sie am 6. Mai wieder ankamen.
Christopher Jones fuhr mit dem Schiff für einige weitere Handelsfahrten hinaus, aber er starb einige Monate später im März 1622. Das Schiff wurde im Mai 1624 zu Testamentszwecken begutachtet und als „in Trümmern“ bezeichnet. Es war nur noch mit 128 Pfund Sterling bewertet und wurde vermutlich abgebrochen.